# Laserová liposukce
Laserová liposukce je metoda, která se uplatňuje v kosmetické chirurgii. Cílem laserové liposukce je odstranění tukových buněk a přebytečného tuku z různých partií těla. Tukové buňky jsou během zákroku rozpuštěny pomocí laserových paprsků, které pronikají do podkoží.

## Historie
Použití laseru pro rozpuštění tuku bylo poprvé popsáno v roce 1992. První větší studie byly publikovány v letech 1999–2004 a týkaly se laserové lipolýzy podbradků. V současnosti je laserová liposukce používána prakticky na všechny partie s přebytky podkožního tuku.

## Popis metody
Pro výkon se využívají speciální laserové přístroje s různými vlnovými délkami. Upravené laserové paprsky pracují se dvěma vlnovými délkami polarizovaného světla. Zatímco jedna rozpouští tuk, druhá způsobuje retrakci (stažení). Následně dochází k odsátí zkapalněného tuku jemnou kanylou. Vzhledem k tomu, že tukové buňky dospělého člověka nemají schopnost reprodukce, má provedený výkon trvalý efekt. Při zákroku se používá místní anestezie, hospitalizace není nutná.[zdroj?]

## Rizika a kontraindikace
K rizikům laserové liposukce patří vznik infekce, negativní reakce na anestezii, modřiny a následná bolestivost, otok nebo edém, snížení citlivosti v dané oblasti, vznik nepravidelného kožního reliéfu a popáleniny.
Mezi kontraindikace patří poruchy srážlivosti krve, akutní záněty a infekce, nádorová onemocnění, epilepsie, diabetes, srdeční potíže, těhotenství a kojení.[zdroj?]